# British Academy

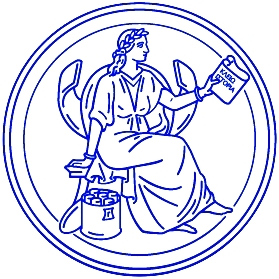
Logo

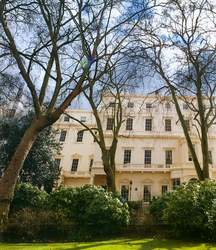
Immagine della facciata della British Academy

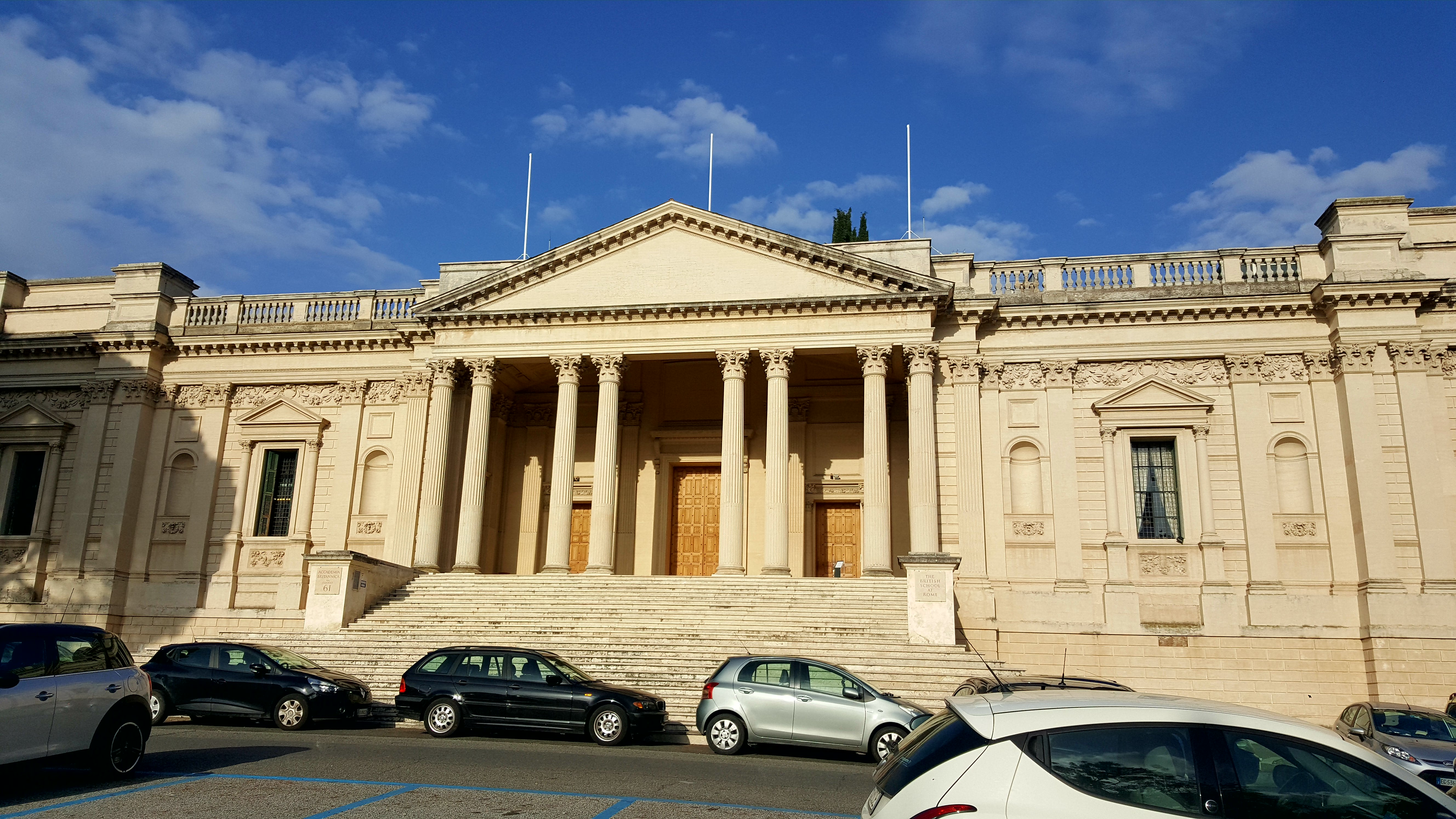
La British School at Rome (patrocinata dall'Accademia britannica ma formalmente indipendente)

La British Academy è l'accademia nazionale del Regno Unito per le discipline umanistiche e le scienze sociali. Associa più di 800 studiosi ed è indipendente ed autogovernata.

## Obiettivi
L'Accademia afferma di avere cinque scopi fondamentali:
- Pronunciarsi a favore delle scienze umane e sociali
- Investire nei migliori ricercatori e nella ricerca
- Informare e arricchire il dibattito sulle grandi questioni della società
- Garantire un impegno e una collaborazione internazionale sostenuti
- Sfruttare al massimo le risorse dell'Accademia per garantirne il futuro[1]

## Storia
La creazione di una "Accademia Britannica per la promozione degli studi storici, filosofici e filologici" fu proposta per la prima volta nel 1899 in modo che la Gran Bretagna potesse essere rappresentata alle riunioni delle accademie europee e americane. L'organizzazione, che da allora è diventata semplicemente "l'Accademia Britannica", fu fondata  in grazia di una Royal Charter (patente reale) concessa dal re Edoardo VII l'8 agosto 1902.
Da allora, molti dei più illustri studiosi britannici di scienze umane e sociali sono stati coinvolti nella vita dell'Accademia, tra cui John Maynard Keynes, Isaiah Berlin, C. S. Lewis e Henry Moore. La storia, i problemi e i risultati dell'Accademia sono stati registrati nei lavori da due dei suoi segretari. Il volume di 37 pagine di Sir Frederic Kenyon copre gli anni fino al 1951; il volume di Sir Mortimer Wheeler copre gli anni dal 1949 al 1968.

## Fellow della British Academy
L'elezione a membro della British Academy è un riconoscimento di alto valore per l'opera nei campi delle discipline umanistiche o delle scienze sociali, messa in luce da pubblicazioni. La sigla "FBA" (Fellow of the British Academy) è aggiunta dopo il nome come titolo onorifico. Esistono tre tipologie di Fellowship:
- Fellow, per studenti che risiedono nel Regno Unito
- Corresponding Fellow, per studenti non residenti
- Honorary Fellow, titolo onorifico.

I membri sono eletti in una delle seguenti sezioni disciplinari:
Studi umanistici
- Antichità classica
- Teologia e studi religiosi
- Studi africani e orientali
- Linguistica e filologia
- Lingue e letterature moderne
- Lingue, letterature e altri media moderni
- Archeologia
- Studi medievali
- Storia moderna fino al 1800 circa
- Storia moderna dal 1800 circa
- Storia dell'Arte e della Musica
- Filosofia
- Cultura, media e performance

Scienze sociali
- Legge
- Economia e storia economica
- Antropologia e geografia
- Sociologia, demografia e statistica sociale
- Studi politici: teoria politica, governo e relazioni internazionali
- Psicologia
- Management e studi aziendali

## Schemi di finanziamento
La British Academy incanala ingenti finanziamenti pubblici a sostegno di individui e organizzazioni che perseguono ricerche e borse di studio in scienze umane e sociali nel Regno Unito e all'estero. Questi schemi di finanziamento sono progettati per aiutare gli studiosi in diverse fasi della loro carriera accademica.
L'Accademia è finanziata su base annua dal Department for Business, Innovation and Skills (BIS), un Dipartimento del governo del Regno Unito . Attinge anche a fondi privati derivanti da doni, lasciti, contributi di borsisti e borse di studio di fondazioni di ricerca. Nel 2014/15 l'introito totale è stato di £33,100,000, inclusi £27,000,000 dal BIS.

## Premi della British Academy
Nel corso degli anni la British Academy ha istituito 18 riconoscimenti, tra premi e medaglie, per coronare i risultati ottenuti nelle scienze umanistiche e sociali.
- Rose Mary Crawshay Prize per la letteratura inglese, riservato unicamente alle donne di qualsiasi nazionalità[7] (dal 1916; dal 1888 col nome di The Byron, Shelley, Keats In Memoriam Yearly Prize Fund)
- Serena Medal per l'italianistica (dal 1920)
- Burkitt Medal for Biblical Studies, per gli studi biblici (dal 1923)
- Sir Israel Gollancz Prize, per la letteratura inglese (dal 1924)
- Kenyon Medal, per gli studi classici e l'archeologia (dal 1957)
- Derek Allen Prize, per la musicologia, gli studi celtici e la numismatica (dal 1976)
- Grahame Clark Medal, per la paletnologia (dal 1992)
- Leverhulme Medal and Prize (dal 2002)
- Landscape Archaeology Medal per l'archeologia dei paesaggi (dal 2007)
- Wiley Prize, per la psicologia (dal 2009)
- The President's Medal (dal 2010)
- Peter Townsend Prize, per la sociologia della povertà, l'invecchiamento della popolazione o la sanità (dal 2011)
- Edward Ullendorff Medal, per le lingue semitiche e gli studi etiopici (dal 2012)
- British Academy Medal (dal 2013)
- Nayef Al-Rodhan Prize (dal 2013)
- Neil and Saras Smith Medal, per la linguistica (dal 2013)
- Wiley Prize, per le scienze economiche (dal 2013)
- Brian Barry Prize, per le scienze politiche (dal 2014)